# Andreaea javanica
Andreaea javanica là một loài rêu trong họ Andreaeaceae. Loài này được J. Froehl. mô tả khoa học đầu tiên năm 1955.